# Dorcas Hoar
Dorcas Hoar (nacida Galley; c. 1634 -12 de julio de 1711) fue una viuda acusada de brujería durante los Juicios de salem de 1692, encontrada culpable y condenada a la horca, pero confesó y con el apoyo de varios ministros, le fue dado un indulto provisional después de que los juicios ya habían terminado.
Nació como Dorcas Galley en Beverly, Condado de Essex, Provincia de la Bahía de Massachusetts, hija de John y de Florence Galley, se casó con William Hoar y fue la madre de un hijo, llamado igual que su padre. Sus hermanas eran Mary Ross y Elizabeth Giles. Una adivina y acusada de ladrona, parecía inevitable que fuera nombrada como una bruja. Se ordenó su arresto el 30 de abril de 1692 por los magistrados John Hathorne y Jonathan Corwin, después de que Jonathan Walcott y Thomas Putnam de Salem habían hecho denuncias de que Hoar, Phillip English de Salem, y Sarah Murrell, también de Beverly, habían afligido a Mary Walcott, Mercy Lewis, Abigail Williams, Ann Putnam, Jr., Elizabeth Hubbard y Susannah Sheldon. El alguacil George Herrick entregó a Hoar y Murrell a la taberna de Ingersoll en el pueblo de Salem el 2 de mayo, pero no pudo localizar a English, que había huido de Salem.
El examen de Dorcas tuvo lugar el 2 de mayo de 1692. Mientras estaba encarcelada a la espera de juicio, Hoar confesó actos de brujería a Jonathan Lovett, hijo de Jonathan y Bethia (nacida Rootes) Lovett. Jonathan visitaba a su propia abuela, Susannah Rootes, que también había sido acusada de brujería y estaba a la espera de juicio. Jonathan testificó esta confesión en el juicio de Hoar; ella fue declarada culpable.
El Rev. Deodat Lawson escribió de ella, "solamente una mujer condenada, después de que la garantía de muerte fue firmada, libremente confesada, que ocasionó su reevaluación por algún tiempo, y era observable, esta mujer tenía un mechón de pelo, de una longitud muy grande, a saber, cuatro pies y siete pulgadas de longitud, por medida, este mechón era de un color diferente al resto (que era corto y gris) que crecía en la parte posterior de su cabeza, y estaba enmarañado, la corte ordenó que se cortara, a lo que ella no estaba dispuesta."